# Грасау
Грасау (њем. Grassau) град је у њемачкој савезној држави Баварска. Једно је од 35 општинских средишта округа Траунштајн. Према процјени из 2010. у граду је живјело 6.372 становника. Посједује регионалну шифру (AGS) 9189120.

## Географски и демографски подаци
Грасау се налази у савезној држави Баварска у округу Траунштајн. Град се налази на надморској висини од 538 метара. Површина општине износи 35,8 km². У самом граду је, према процјени из 2010. године, живјело 6.372 становника. Просјечна густина становништва износи 178 становника/km².

## Међународна сарадња
| Мјесто | Држава  | Врста сарадње | Од    |
| ------ | ------- | ------------- | ----- |
| Чермс  | Италија | партнерство   | 1963. |
| Извор  |         |               |       |